# Cattedrale dei Santi Costantino ed Elena (Bucarest)
La cattedrale dei Santi Costantino ed Elena (in rumeno: Catedrala Sfinții Împărați), comunemente nota come cattedrale patriarcale (in rumeno: Catedrala Patriarhală), è una cattedrale ortodossa di Bucarest, in Romania. Sita nella Dealul Mitropoliei, rappresenta la sede ufficiale del patriarca di tutta la Romania.

## Storia e descrizione
Il complesso architettonico comprendente la cattedrale, il palazzo del Patriarcato e la residenza patriarcale si trova nell'area dell'ex monastero fatto costruire nel XVII secolo dal voivoda Constantin I Şerban, principe di Valacchia (1654-1658). La chiesa del monastero, dedicata ai santi Costantino ed Elena, venne consacrata nel 1658 dal patriarca ortodosso di Antiochia Macario III, dal metropolita di Valacchia e dai vescovi locali, al termine dei lavori iniziati nel 1654.
Le mura interne della chiesa furono dipinte per la prima volta nel 1665. Nel 1668 un documento firmato dal voivoda Radu Leon (1664-1669) comportò la trasformazione della chiesa in cattedrale metropolitana. Nel 1678 il metropolita Varlaam (1672-1679) fondò un laboratorio di stampa in alcune stanze della residenza metropolitana. Dieci anni dopo venne pubblicata la cosiddetta "Bibbia di Bucarest", che venne diffusa in tutta la Romania.
Nel 1925 la Chiesa ortodossa rumena assunse il rango di patriarcato. In conseguenza di ciò, la cattedrale metropolitana di Bucarest divenne una cattedrale patriarcale. Allo stesso modo la residenza metropolitana divenne residenza patriarcale. Nel corso degli ultimi tre secoli, sia la chiesa che la residenza sono spesso state restaurate ed abbellite; le più importanti opere di restauro vennero realizzate nel 1779, tra il 1834 ed il 1839, tra il 1932 ed il 1934 e poi tra il 1960 ed il 1962. Gli affreschi attualmente visibili all'interno dell'edificio sono opera del pittore Dimitrie Belizarie, che li realizzò tra il 1932 ed il 1935. Lo stile architettonico della cattedrale è ispirato a quello della cattedrale di Curtea de Argeș, fatta costruire dal voivoda Basarab V Neagoe tra il 1512 ed il 1517.

## Galleria d'immagini

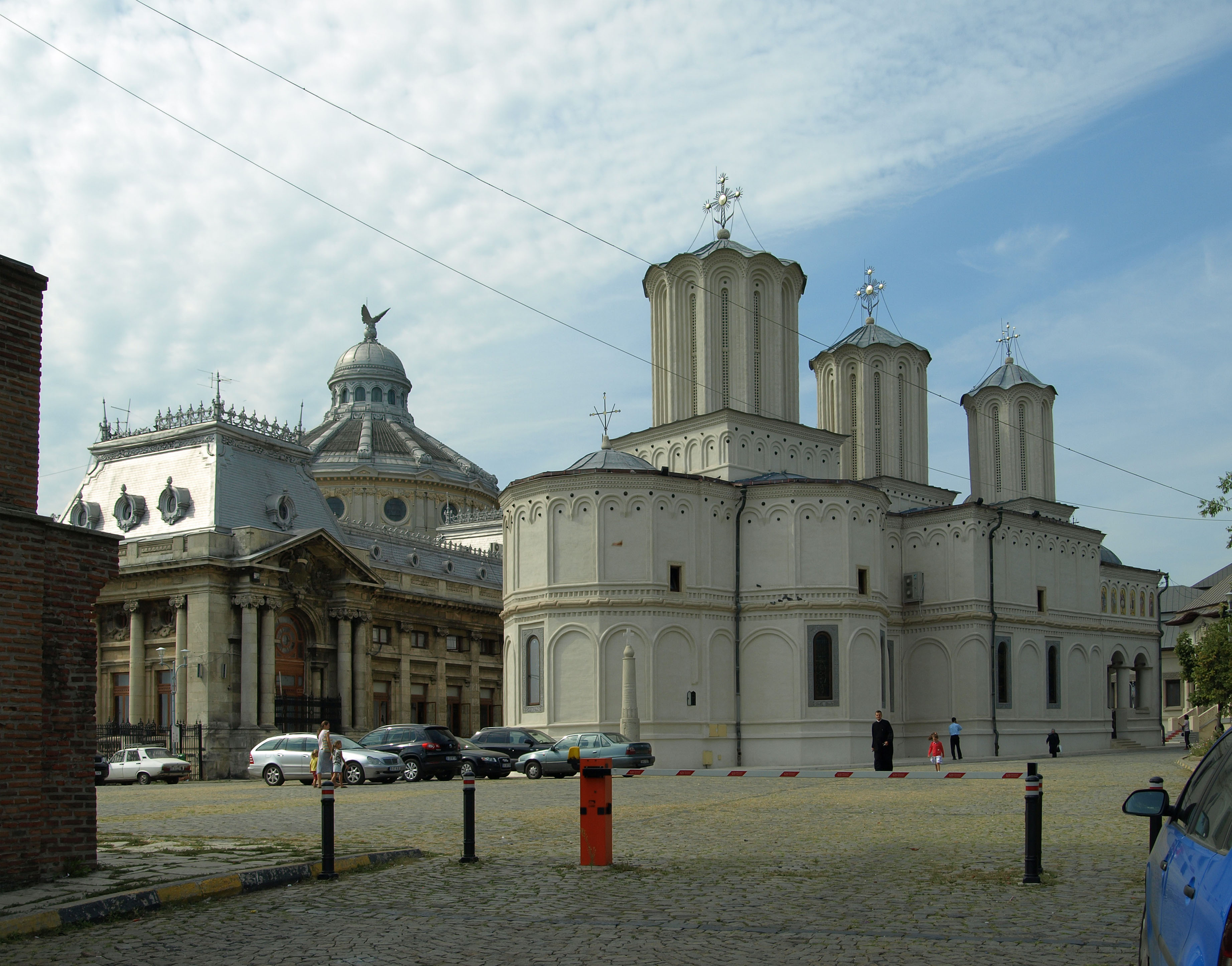
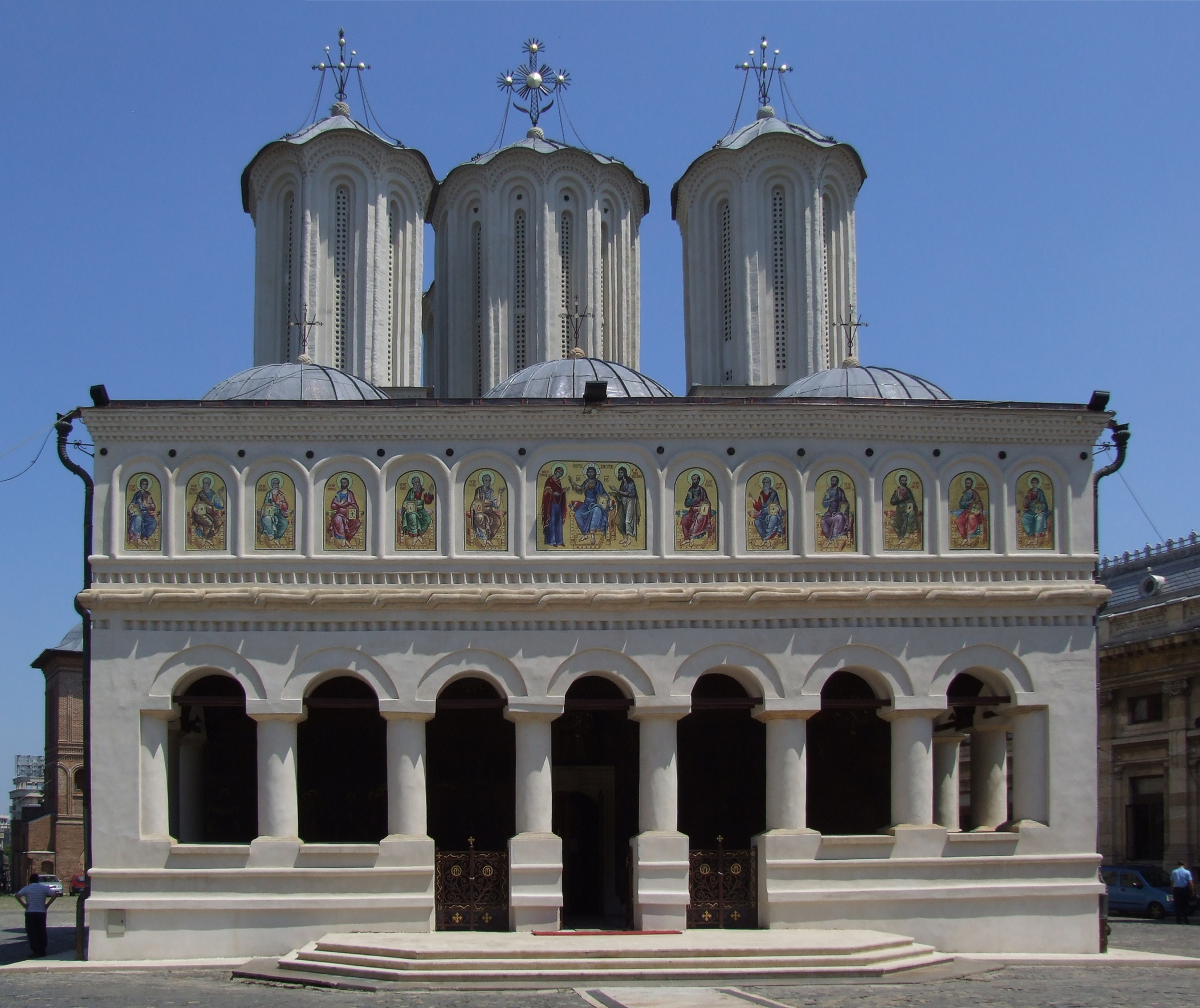
La facciata
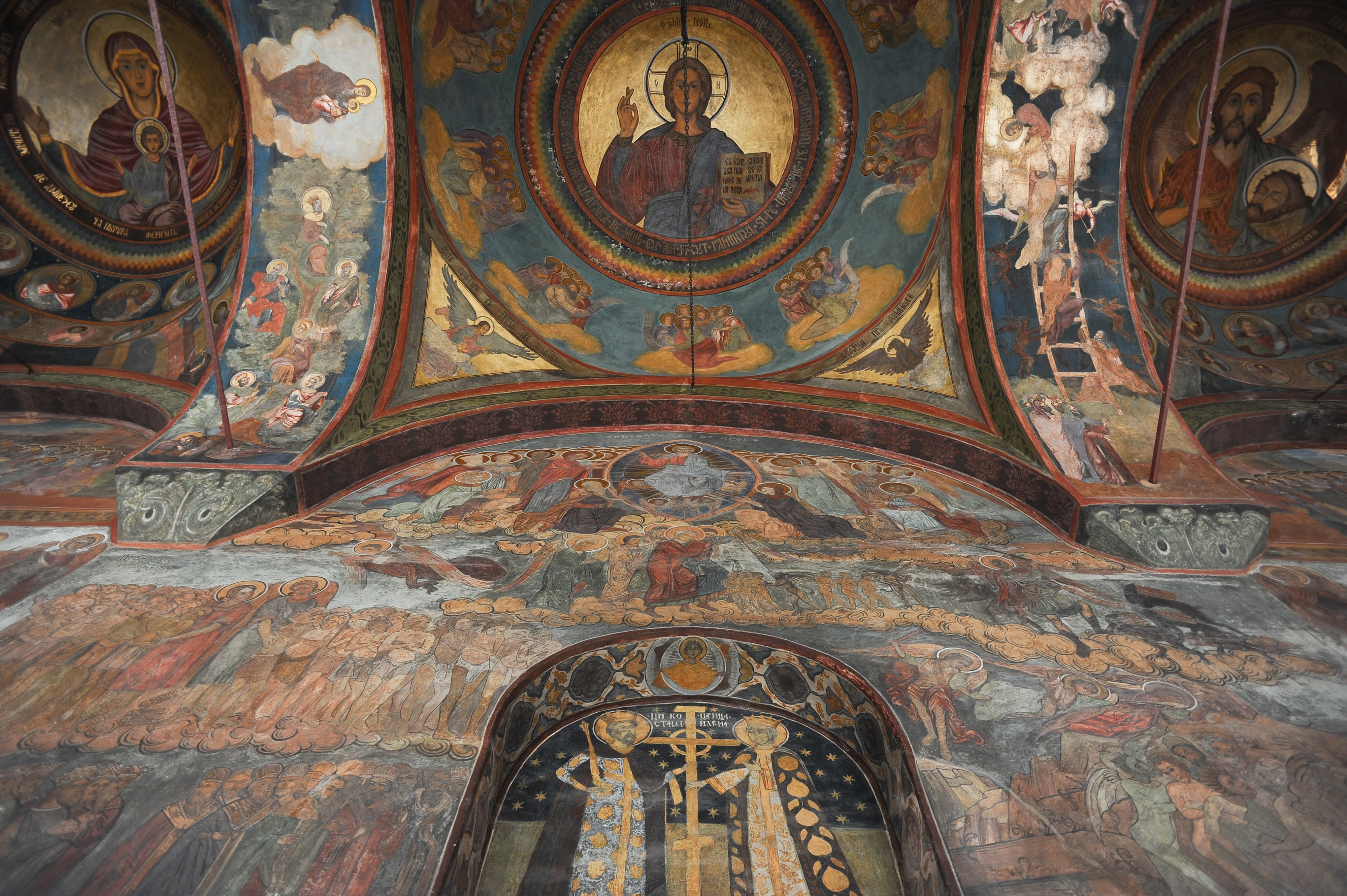
Affreschi all'interno
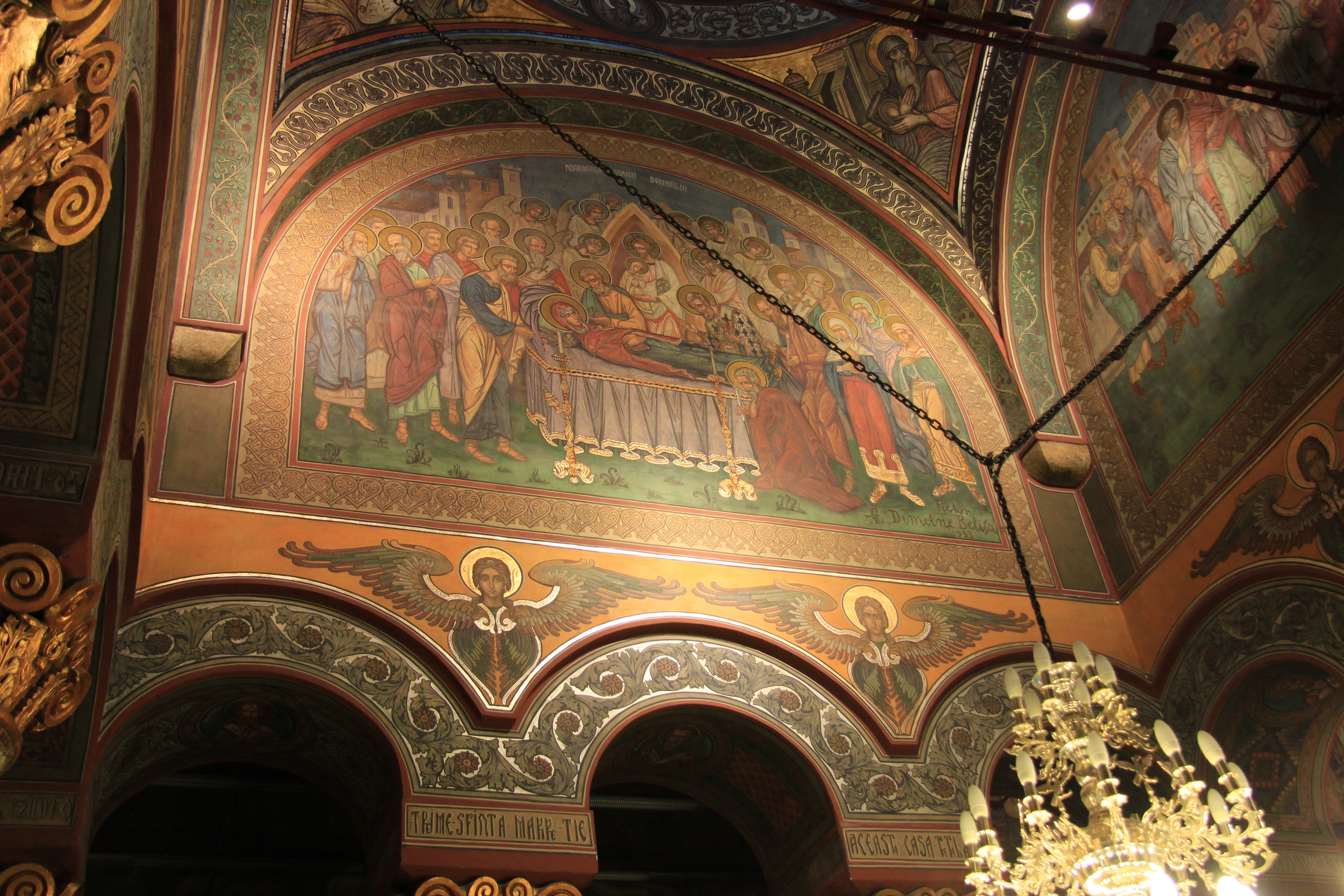
Affreschi all'interno